# Amanda Wilson
Amanda Wilson (ur. 13 kwietnia 1980 w Peckham, w Londynie) – brytyjska piosenkarka. W Polsce znana głównie ze współpracy z Timem Berglingiem przy utworze "Seek Bromance" oraz z duetem Kalwi & Remi w utworze "You & I".

## Dyskografia
2005
- "Love On My Mind" – Freemasons

2006
- "Electric Love" – Glamour Katz
- "Watchin'" – Freemasons

2007
- "I Feel Like" – Freemasons
- "Gotta Let Go" – A. Lee
- "Intoxicated" – Raw
- "Heaven In Your Eyes" Night Drive
- "The Right Way" – Wawa & Herd

2008
- "Disco's Revenge" – Gusto
- "Good 4 Me" – Daytone
- "Pure Emotion" – Mr Fix It
- "Found A Miracle" – Loveless
- "Keep This Fire Burning" – Outsiders
- "Need In Me" – Danny Dove & Steve Smart
- "Love Resurrection" – Aurora
- "You're Not Good For Me" – Roxy ST
- "Falling For You" – Soulcatcher
- "Saturday" – Weekend Lovers
- "Something Gotta Give" – Thomas Gold
- "Break It Off" – Audiostar

2009
- "The Right Way (Remixes)" – Wawa & Herd
- "Make It Real" – Signs
- "Surrender" – Night Drive
- "Just Because" – Thomas Gold
- "Underneath My Skin" – Nick Bridges

2010
- "U Sure Do"
- "Satisfaction Guaranteed" – Mr Sam and Andy Duguid
- "Love You Seek" – Samuele Sartini
- "Caught Up" – Paul Harris, Michael Gray, Jon Pearn
- "Not Over You" – Olav Basoski & Redroche
- "Smile" – Sound Of Soho
- "Sometimes" – Dim Chris
- "Seek Bromance" – Tim Berg

2011
- "You & I" Kalwi & Remi
- "Back Again" – Samuele Sartini
- "You Found Me" – Dim Chris
- "Runaway" (Ian Carey Remix)
- "Runaway" (Sidney Samson Remix)

2012
- "Doing It Right" feat. Remady & Manu-L